# Rote Selatan
Rote Selatan (deutsch Südroti) ist ein indonesischer Distrikt (Kecamatan) im Regierungsbezirk Rote Ndao (Provinz Ost-Nusa Tenggara). Hauptort ist Oele im Westen von Rote Selatan. Im Distrikt leben 5.173 Menschen.

## Geographie
Rote Selatan liegt an der Südküste des Zentrums der Insel Roti. Westlich liegen die Bucht von Hena und der Distrikt Lobalain, im Nordwesten der Distrikt Rote Tengah, im Nordosten der Distrikt Pantai Baru und im Süden befindet sich die Timorsee. Rote Selatan teilt sich in fünf Desa:
- Daleholu (2010: 1.753 Einwohner)
- Dodaek (430)
- Inaoe (705)
- Lenguselu (1.011)
- Tebole (1.274)

In Rote Selatan liegt der Musaklain, mit 444 m der höchste Berg der Insel.